# Goodwill Industries
Goodwill Industries International Inc., muitas vezes abreviado na fala e na escrita para Goodwill (estilizado como goodwill), é uma organização sem fins lucrativos 501(c)(3) americana que fornece treinamento profissional, serviços de colocação profissional e outros programas baseados na comunidade para pessoas, com barreiras para conseguir emprego. A Goodwill Industries também contrata veteranos e indivíduos que carecem de educação, experiência de trabalho ou enfrentam desafios de emprego. A organização sem fins lucrativos é financiada por uma rede de mais de 3.200 brechós varejistas que também operam como organizações sem fins lucrativos independentes.
A Goodwill Industries opera como uma rede de organizações comunitárias independentes em Coreia do Sul, Venezuela, Brasil, México, Panamá, Uruguai, Estados Unidos, Canadá e outros oito países, com 165 lojas de varejo Goodwill locais nos Estados Unidos e Canadá. Ele se expandiu lentamente desde sua fundação em 1902 tendo sido chamado pela primeira vez de Goodwill em 1915.
No ano fiscal de 2018, as organizações da Goodwill geraram um total de US$ 6,1 bilhões em receita, dos quais US$ 5,27 bilhões foram gastos em serviços de caridade e US$ 646 milhões foram gastos em salários e outras despesas operacionais. Os serviços constituíram 89% das despesas. Em 2015, o grupo atendeu mais de 37 milhões de pessoas, com mais de 312.000 pessoas empregadas.
O logotipo da Goodwill Industries é uma letra estilizada g, que lembra um rosto sorridente. Foi projetado por Joseph Selame em 1968.